# Service météorologique d'Estonie
Le Service météorologique d'Estonie (estonien : Riigi Ilmateenistus) est le service météorologique et hydrologique national de ce pays. C'est un département de l'Agence estonienne de l'environnement, établissement public sous la tutelle du Ministère de l'environnement. 
Le Service météorologique d'Estonie est membre de l'Organisation météorologique mondiale (OMM) et de l'Organisation européenne pour l'exploitation des satellites météorologiques (EUMETSAT). Avant le 1er juin 2013, le département était à une agence indépendante connue sous le nom d’Institut météorologique et hydrologique estonien (EMHI) mais son histoire remonte au début du XXe siècle.
Le site internet du Service météorologique d'Estonie propose des prévisions sur 4 jours (en estonien, anglais et russe), des prévisions hebdomadaires et des prévisions mensuelles. La page dispose également d'un radar, de prévisions de modèles et d'avertissements au public.

## Histoire
Selon le climatologue, explorateur polaire et homme politique Andres Tarand, les premières observations instrumentales météorologiques en Estonie ont été effectuées par le médecin militaire Johann Jacob Lerche à bord d'un voilier sur les routes de Vilsandi le 18 août 1731. La plus ancienne série d'observations en Estonie ont été exécutées par un officier de 1774 à 1777. Déjà au cours de la première moitié du XIXe siècle, la science météorologique était représentée à l'Université de Tartu et avec la fondation de l'Observatoire météorologique de Tartu le 2 décembre 1865 par le professeur Arthur Joachim von Oettingen, elle a commencé à se développer comme discipline scientifique indépendante à l'Université. AJ Oettingen a fondé ensuite un réseau d'observations météorologiques dans les États baltes.
Les prévisions météorologiques en Estonie ont commencé à Tartu au début du XXe siècle, principalement sous la direction de BI Sreznewsky alors qu'il était directeur de l'Observatoire météorologique de l'Université de Tartu. Par l'occupation soviétique en 1940, le service hydrométéorologique fut réorganisé. L'Administration du Service hydrométéorologique de la république socialiste soviétique d'Estonie a été créée en 1941 administrait le réseau d'observation. Par la suite, l'Allemagne occupa l'Estonie durant la Seconde Guerre mondiale et le service hydrométéorologique fut subordonné à l'Observatoire hydrométéorologique de Hambourg.
Après la Seconde Guerre mondiale, Tallinn est devenue le centre de prévisions météorologiques mais l'Estonie redevint Soviétique et c'est le Service des prévisions de l'administration du service hydrométéorologique de la République soviétique estonienne, dirigé par Grigori Portnov, qui prit la relève. En 1983, le service a été reclassé comme une branche du centre hydrométéorologique de l'Estonie soviétique.
En 1991, l'Estonie est redevenue indépendante. Les études météorologiques et climatologiques se poursuivirent à l'université de Tartu et à l'observatoire de Tartu. Le service météorologique en Estonie devint l'Institut météorologique et hydrologique estonien (EMHI). Depuis 1992, la république d'Estonie est membre de l'Organisation météorologique mondiale (OMM). Le 1er juin 2013, l'institut fut intégré à l'Agence de l'Environnement.